# Udovičić
Udovičić je naselje u općini Otok, u Splitsko-dalmatinskoj županiji. 

## Zemljopis
Naselje se nalazi južno od Ovrlja i sjeverno od Vrabača i istočno od otoka Jelašca.

## Stanovništvo
Na popisu stanovnika iz 2021. godine, naselje nosi ime Udovčići.

| broj stanovnika | 190   | 551   | 339   | 277   | 332   | 478   | 594   | 411   | 488   | 546   | 562   | 570   | 513   | 462   | 416   | 415   | 398   |
|                 | 1857. | 1869. | 1880. | 1890. | 1900. | 1910. | 1921. | 1931. | 1948. | 1953. | 1961. | 1971. | 1981. | 1991. | 2001. | 2011. | 2021. |

## Znamenitosti
- Srednjovjekovno groblje

## Kultura
Sveti Roko zaštitnik je Udovičića.

### Članci
- Dragić, Marko. 2013. Sveti Rok u tradicijskoj katoličkoj baštini Hrvata. Nova prisutnost. Kršćanski akademski krug. Zagreb. 11 (2): 165–182